# Sipyloidea caeca
Sipyloidea caeca är en insektsart som först beskrevs av Sjostedt 1918.  Sipyloidea caeca ingår i släktet Sipyloidea och familjen Diapheromeridae. Inga underarter finns listade i Catalogue of Life.